# Ulcerous Phlegm
Ulcerous Phlegm (deutsch „eitriger Schleim“) war eine deutsche Death-Metal-Grindcore-Band aus Bayern.

## Geschichte
Die Band wurde 1989 gegründet und veröffentlichte gleich eine Kassette im Selbstverlag. 1990 und 1991 folgte jeweils eine EP.
Schon 1993 löste sich Ulcerous Phlegm auf, blieb aber soweit in Erinnerung, dass ab Ende der 2000er Jahre einige Kompilationen erschienen, darunter Phlegm as a Last Consequence bei Power It Up. Die 23 Stücke setzen sich zusammen aus verschiedenen EPs, unveröffentlichten Studiotracks, Liveaufnahmen und Mitschnitten aus dem Proberaum.

## Stil
Stilistisch ist die Band laut metal.de mit frühen Napalm Death und Carnage vergleichbar. Aus der Sicht von Björn Fischer hätten die Musiker damals aber eher Carcass und Terrorizer gehört.

## Diskografie
- 1989: ...It's Inside Your Guts (Kassette, Selbstverlag)
- 1990: International Problems Can't Be Solved by Intern Nationalism (EP, Shithouse Records)
- 1991: Ulcerous Phlegm (EP, Bodonski Records)
- 2008: Make-Up Your Mind (Kassette, Kompilation; Intestine Stew Tapes)
- 2009: Live Grindings 1990 & 1991 (Kassette, Kompilation; Headsplit Records)
- 2015: Phlegm as a Last Consequence (Kompilation, Power It Up)